# Bodon Pál
Mihályfalusi Bodon Pál (M. Bodon Pál) (Horka, 1884. augusztus 7. – Soltvadkert, 1953. február 12.) zeneszerző, zenepedagógus, zeneiskolai igazgató.

## Életpályája
1904-ben érettségizett a Budapesti V. Kerületi Magyar Királyi Állami Főreáliskolában. Bécsbe került, ahol a Konservatorium der Musikfreunde hallgatója volt. 1905-ben tért vissza Budapestre. A budapesti Zeneakadémiát Koessler János tanítványaként végezte el. 1907-ben – Bartók Béla kérésére – bekapcsolódott a népdalgyűjtő munkába. 1908-ban végzett a Zeneakadémián. Rövid ideig Pesten tanított. 1910-től a Kecskeméti Városi Zeneiskola igazgatója volt. 1937-ben Kodály Zoltán Háry János-partitúráját kiszenekarra hangszerelte át. 1945 után újjászervezte Kecskemét zeneoktatását. 1949-ben nyugdíjba vonult. 1952-ben el kellett hagynia a Nagykőrösi utcai lakását; Soltvadkertre költözött.

### Munkássága
Még akadémista korában Ady Endre Fekete hold éjszakája című versére írt kantátájával a Lipótvárosi Kaszinó Erkel-díját nyerte el. Segédkezett Bartók Béla és Kodály Zoltán népdalgyűjtésében is. Pedagógiai munkássága mellett komponált és neves szerzők műveit hangszerelte. Halála után jelent meg Az intonálás iskolája népzenénk énekkari gyakorlata és a fizika tükrében című munkája (Budapest, 1953).
Sírja 1982 óta a Kecskeméti Köztemetőben található.

## Családja
Szülei: Bodon Károly és Bartók Terézia voltak. 1915. február 2-án Kecskeméten házasságot kötött Pollák Saroltával.

## Emlékezete
1989-ben a zeneiskola, 1992-ben a tanári kamarazenekar vette fel nevét.

## Könyvei
- Az intonálás iskolája népzenénk énekkari gyakorlata és a fizika tükrében (Budapest, 1953)

## Zeneművei
- Odiló” Nyitány, Op. 1. Zenekar, 1901.
- „Üdvözlő dal” Édes Apám 50-dik születésnapjára /Piros rózsa nyílt szívünkben/
- „Ouverture” Zenekar /Töredék/, é. n. /valószínűleg a bécsi évekből, 1904-5/
- Scherzo /cím nélkül/ Zenekar, é. n.
- Passacaglia zenekarra /elveszett vagy lappang, valószínűleg a zeneakadémiai évekből/
- Fekete Hold éjszakáján. Kantáta mezzoszoprán és bariton szólóra, vegyeskarra és zenekarra, Op. 2, 1908. Bem. : 1912. márc. 12.
- Sáriasszonynak /Nagyleány vagyok…/ Ének-zongora, é. n.
- A struccok. Kisérőzene és dalbetétek Borostás Sándor színpadi tréfájához. Dalszövegek : Fodor Viktor. Bem. : 1914. márc. 25. /kottája elveszett vagy lappang/
- Vén cigány. Kisérőzene Farkas Imre melodrámájához, 1915. Bem.: 1915. ápr. /kottája elveszett vagy lappang/
- a. Magyar induló. Zenekar, 1915. Bem. : 1916. márc.
  - b. Változatok egy népdal felett /Azt mondják nem adnak…/. Zenekar, 1915. Bem. : 1916. márc.
- Öt kis kép 3 hegedűre, 1931. Bem. : 1934. Kiadás : Zeneműkiadó, 1956.
- A falu hangja. Gyermekkarok /magyar népdalokra/, 1931-32. Bem. : 1. és 5. tétel, 1932. ápr. 2. M. Rádió
- Magyar népdalok. Kis zenekar, 1934. : Bem. 1934. május
- Székely lakodalmas. Kis zenekar, 1937.
- Három népdal. Női karra, é. n.
- Öt magyar népdal. Zenekar, é. n. /1930?/ Valamint hangszerelések
- Nóták a Szelei faluból (vegyeskari átirat), e. a. : a kecskeméti iparostanonciskola kórusa, vez. Nemesszeghy Lajos, 1935-36-os tanév. Kottája elveszett vagy lappang.
- Masírozás – Katonadalok. Alternatív zenekarra. é. n., e. a.: 1935/36-os tanév, Budapest, Kecskeméti Református Reálgimnázium ifjúsági zenekara, vez. a Szerző.
- Capriccio (vagy Rondo capriccio). Nagyzenekarra. 1925-ös szegedi pályázaton díjnyertese mű. é. n. Bemutató: Budapest, 1925. jan. 29. Filharmonikusok Zenekara. További e. a.: 1926. máj. 18. Kecskeméti Városi Mozi, Szegedi Filharmonikusok.
- Elvesztettem páromat – Csirr ide, csirr oda. Gyermekkarok., e. a. 1931. május 12. Állami Polgári Leányiskola kórusa, vez. Heverdle Margit. Kottájuk elveszett vagy lappang.